# Grèce, une autre voie
Grèce, une autre voie (en grec moderne : Ελλάδα, ο άλλος δρόμος) est un parti politique grec fondé en 2017 par Nótis Mariás.